# チトゥンギザ
チトゥンギザ(Chitungwiza)は、ジンバブエ北東部の東マショナランド州の都市。
2012年の人口は35万6840人。
首都ハラレの30km南に位置するベッドタウンである。

## 歴史
1978年にセケ町、ゼンゲザ町、聖マリス町を合併して成立した。
2005年にムランバツィナ作戦が実行され、多くの住民が家と仕事を失った。
市議会は野党の民主変革運動が占めている。
他の都市と同様に、水の供給が乏しい。

## 人口
- 1982年8月18日：17万2556人
- 1992年8月18日：27万4912人
- 2002年8月18日：32万3260人
- 2012年8月17日：35万6840人